# Giuseppe d'Alvino
Giuseppe d'Alvino (Palermo, 1550 – Palermo, 19 aprile 1611) è stato un pittore, scultore e architetto italiano.

## Biografia
Giuseppe d'Alvino detto Il Sozzo (Albina, Alvino) esponente del manierismo in Sicilia, figlio di Filippo d'Alvino e padre di Pietro d'Alvino, fu allievo dello scultore Giuseppe Spatafora.
La maggior parte dei suoi dipinti si trovano nel comprensorio di Palermo. Il suo assistente è stato il pittore Leonardo de Naso, suo allievo Gaspare Vazzano.
Sepolto nella chiesa del Santissimo Crocifisso all'Albergheria.

## Opere

### Enna e provincia
- 1608, Sant'Antonio Abate in cattedra e la sua vita illustrata in 16 riquadri, olio su tela, opera custodita nella chiesa di Sant'Antonio Abate di Calascibetta.
- 1595, San Cataldo, opera documentata nella chiesa di San Cataldo di Enna.

### Palermo e provincia
Chiusa Sclafani 
- 1600, Apparizione della Vergine del Rosario con San Domenico di Guzmán, Sant'Antonio di Padova, Sant'Onofrio anacoreta e San Giacomo Apostolo, olio su tela, opera custodita nella chiesa di Santa Caterina di Chiusa Sclafani.

 Collesano 
- 1596, Santa Caterina d'Alessandria, dipinto su tavola, opera proveniente dalla diruta chiesa di Santa Caterina d'Alessandria e custodita nella chiesa di Santa Maria la Nuova di Collesano.[1]

 Monreale 
- 1590, Madonna dell'Itria, olio su tavola, opera proveniente dalla chiesa di Maria Santissima Odigitria e custodita nella Sala di San Placido del Museo diocesano.

 Palermo 
- 1590 - 1591, Immacolata Concezione, dipinto, commissione del viceré di Sicilia Diego Enriquez Guzman, conte di Alba de Lista, opera documentata nella chiesa della Madonna di Piedigrotta.
- 1591, Ciclo, affreschi frammentari, opere documentate nel Palazzo Pretorio.
- 1591, Santissimo Crocifisso, opera documentata nel Palazzo Pretorio.[2]
- 1601, San Bartolomeo raffigurato tra Santi, opera documentata nella chiesa di San Francesco di Paola.
- 1602, Santissima Trinità raffigurata tra San Lorenzo e Santo Stefano, opera documentata nella chiesa di San Francesco di Paola.
- XVI secolo, Arcangelo Michele, dipinto, opera documentata nella chiesa dei Sette Angeli.[3]
- XVI secolo, Ciclo, affreschi, opere documentate nella cattedrale metropolitana primaziale della Santa Vergine Maria Assunta.
- XVI secolo, San Sebastiano e Trinità, opera custodita nella chiesa di Sant'Agostino.[4]
- XVI secolo, Annunciazione, dipinto documentato nella chiesa di San Giovanni dei Napoletani.[5]
- XVI secolo, Santissima Trinità, dipinto documentato nella chiesa di San Giovanni dei Napoletani.[5]
- XVII secolo, Crocifissione, olio su tela, opera commissionata per la chiesa di Santa Ninfa dei Crociferi e custodita nel Museo Diocesano.[6]
- XVII secolo, Santi Diecimila Martiri francescani, olio su tela, opera commissionata dalla famiglia Platamone per la Cappella dei martiri francescani della chiesa della Madonna di Monte Oliveto.[7]

Galleria Regionale della Sicilia di «Palazzo Abatellis»:
- 1584, Sant'Antonio di Padova, olio su tavola con iscrizione autografa "Joseph Lu Soczu ... fecit 1584", opera proveniente dalla chiesa di Santa Maria degli Angeli detta la Gancia, Museo della Regia Università.
- 1591, Ciclo, affreschi frammentari, opere trasportate su tela provenienti dal Palazzo Pretorio.
- XVI secolo, Vesta, disegno.
- XVI secolo, Arcangelo Michele, disegno, verosimilmente il bozzetto o disegno preparatorio dell'opera documentata nella chiesa dei Sette Angeli.
- XVI secolo, Vergine Maria raffigurata tra i Santi Alfio, Cirino e Filadelfo.
- XVI secolo, Angelo Annunziante.
- XVI secolo, Madonna tra angeli.
- XVI secolo, Madonna tra Santi, dipinto proveniente dalla chiesa di San Nicolò alla Kalsa.

 Petralia Sottana 
- 1595, San Mauro abate, dipinto su tela, opera custodita ne presbiterio della basilica di Maria Santissima Assunta di Petralia Sottana.

### Trapani e provincia
- 1603, Tutti i Santi, dipinto, opera documentata nella basilica di Santa Maria Assunta di Alcamo.
- XVII secolo, Tutti i Santi, dipinto, opera proveniente dalla basilica santuario di Maria Santissima Annunziata e custodita nel Museo Pepoli di Trapani.

### Calabria
- 1591, Immacolata Concezione, scultura marmorea, attribuzione, opera custodita nella chiesa dei Santi Francesco d'Assisi e Demetrio di Tropea.

### Estero
- XVI secolo, Deposizione dalla croce, disegno, opera documentata al British Museum di Londra.